# 제1차 영원성 전투
영원성 전투(중국어 간체자: 宁远之战, 정체자: 寧遠之戰)는 1626년 현대의 싱청 시 일대에서 명나라와 후금 사이에 벌어진 전투이다. 명나라가 원숭환의 지휘로 이 전쟁에서 승리하게 된다. 이 전투로 인해 명나라 군대는 연속된 패배에서 일시적으로 소생하게 된다.

## 개요
1626년 이전에 명나라 군은 1619년 사르후 전투 이후 후금에 대패를 거듭하였다. 대패 후 명군의 새로운 방어 전략의 일부는 영원성을 강력한 요새로 개축하는 것이었다. 원숭환은 손승종(孫承宗)의 지원으로 후금의 공격을 예상하고 홍이포를 설치하는 등 영원성의 방비력을 최대치까지 끌어올렸다.
손승종이 새 사령관으로 교체된 이후에 새로운 사령관은 산해관 외부의 땅을 포기하고 만리장성 외부의 모든 명군에게 철수령을 내렸다. 원숭환은 강하게 반발했고, 외롭게 영원성을 방비하는 군대를 지휘하기 위해 떠났다.
누르하치는 모든 명군이 떠나는 것을 지켜보면서 영원성으로 진격을 결정하게 된다. 또한 친히 10~13만(6만 이상)(누르하치는 20만 대군이라고 자랑했음)을 이끌고 갔다. 원숭환은 단지 6.800명의 사병만을 휘하에 거느리고 있었다. 그는 영원성 밖의 모든 것을 태우는 청야작전을 펼쳤고, 후금에 대항하는 도전의 글을 쓴다. 그는 또한 만리장성을 지키는 병사들에게 영원성에서 탈영하는 사람은 누구든지 목을 베라고 명령을 내리고, 병사들의 사기를 끌어올렸다.
20일 후 1월 14일 후금군이 도착을 하고 금주, 송산, 대소능하, 행산, 연산과 탑산 7개성을 연속해서 공략하였다. 그러나 이틀에 걸친 격렬한 교전 끝에 영원성의 병사들은 후금군에게 치명적인 타격을 주었고, 누르하치 자신도 대포 공격에 부상을 입고 후퇴를 결정한다. 후퇴를 하는 동안, 원숭환은 청나라 패잔병들을 쫓았고, 보다 더 결정적인 타격을 줄 수가 있었다.
누르하치는 심양까지 후퇴를 했고, 그 상처로 인해 그해 9월 30일 후유증으로 사망하게 된다. 그의 여덟째 또는 넷째 아들인 홍타이지는 한의 지위를 계승했다. 영원성보다 더 북쪽에 있는 진저우에서도 명나라군은 동일한 전략을 채용하였고, 영원성과 같은 요새를 구축한다. 영원성은 원숭환이 머무는 명나라군의 본부가 되었다. 1년후 홍타이지도 그의 아버지처럼 영원성의 두 번째 전투에서 패하게 된다. (영원성 두 번째 전투는 영원성과 금주성에 모두 전선이 걸친 매우 길고 격렬한 전투였다. 그것은 후금에게는 매우 치명적인 전략적 패배였다.)

## 최후
그리하여 홍타이지는 원숭환을 제거할 음모를 꾸미게 된다. (원숭환 문서 참고)
원숭환이 죽은 이후에도 후금은 좀처럼 영원성의 방어를 뚫지 못했다. 그러나 1644년 명나라 숭정제는 영원성을 포기하라고 명령을 내렸고, 북경으로 와서 반란군을 제압하는 명을 내린다. 영원성의 병력이 도착하기 전에 베이징은 반란군에 함락되었고, 숭정제는 자살을 하게 된다. 그 후 후금이 반란군을 토벌하고 몇 년이 지난 후 중국 전체를 정복하게 된다. 이 새롭게 세워진 제국은 1911년 신해혁명으로 멸망하게 된다.

## 같이 보기
- 사르후 전투
- 이자성의 난